# The Keeping Room
The Keeping Room es una película estadounidense del género drama estrenada en 2014. Está dirigida por Daniel Barber, escrita por Julia Hart y protagonizada por Brit Marling, Hailee Steinfeld, Sam Worthington, Amy Nuttall y Ned Dennehy.

## Reparto
- Brit Marling
- Hailee Steinfeld
- Sam Worthington
- Muna Otaru
- Amy Nuttall
- Ned Dennehy
- Nicholas Pinnock
- Charles Jarman
- Kyle Soller
- Bogdan Farkas
- Anna-Maria Nabirye
- Stefan Velniciuc
- Delia Riciu
- Luminita Filimon